# Droogmansia munamensis
Droogmansia munamensis är en ärtväxtart som beskrevs av De Wild. Droogmansia munamensis ingår i släktet Droogmansia och familjen ärtväxter. Inga underarter finns listade i Catalogue of Life.